# LG G3
Az LG G3 az LG érintőképernyős, Android operációs rendszerrel működő felsőkategóriás okostelefonja. A készülék a G3S telefonnal az LG G3-család tagja. 

## Főbb paraméterek
- Processzor: Qualcomm Snapdragon 801 / MSM8974AC /Quard 2.5Ghz
- Kijelző: 5,5 collos (2560x1440)
- Kamera: 13 megapixeles (f2.2) elsődleges kamera, 2,1 megapixeles másodlagos kamera
- Akku: 3,000 mAh
- Operációs rendszer: Android 4.4.2 Kit Kat , Android 5.0 Lollipop, Android 6.0 Marshmallow
- Méret: 146,3 x 74,6 x 9,3 mm
- Súly: 153,7
- Hálózat: 2G: GSM 850/900/1800/1900 MHz 3G: 850/900/1900/2100 MHz 4G: B1(2100) / B3(1800) / B7(2600) / B8(900) / B20(800) MHz
- Egyéb: Mozgásérzékelő, RDS, Lézeres autófókusz